# شاهنامه ابومنصوری
شاهنامهٔ ابومنصوری شاهنامه‌ای است که در سال ۳۴۶ ه‍.ق به دستور و سرمایهٔ ابومنصور محمد بن عبدالرزاق طوسی، حاکم توس، و به دست ابومنصور مَعْمَری، وزیر او، به رشتهٔ تحریر کشیده شد. این شاهنامه، که به نثر نوشته شده بوده، به تاریخ ایران پیش از اسلام می‌پرداخت و اصلی‌ترین منبع فردوسی در سرایش شاهنامه بوده است.
اصل این کتاب از بین رفته است، اما مقدمهٔ آن، که حدود پانزده صفحه می‌شود، سال‌ها به‌عنوان مقدمهٔ شاهنامه در ابتدای نسخ خطی شاهنامهٔ فردوسی کتابت می‌شده، و به برکت همین نسخ خطی شاهنامه به یادگار مانده است. مقدمهٔ شاهنامهٔ ابومنصوری، در کنار تاریخ بلعمی و چند کتاب انگشت‌شمار دیگر، یکی از قدیمی‌ترین نثرهای فارسی است که امروزه به جای مانده است و از جملهٔ گرامی‌ترین میراث‌های ادبی زبان فارسی به‌شمار می‌رود.

## شیوهٔ گردآوری
ابومنصور محمد بن عبدالرزاق، دستور داد تا تاریخ ایران را - که بعد از سقوط ساسانیان، در آشفته‌بازار گیر و بندها از بین رفته و به صورت مضبوط و جامع در دسترس نبود- از منابع کتبی و شفاهی گرد آورند. به اعتبار آنکه در دوران ساسانیان، چنان تاریخی را خداینامه می‌نامیدند و در دوران اسلامی کلمهٔ «خدای» از معنی شاه به معنی پروردگار تحول یافته بود، این تألیف جدید را همچون سایر تألیفات از آن قبیل، «شاهنامه» نامیدند.
در خود متن مقدمه، از چهار فرد به نام‌های ماخ پیر خراسانی از هرات، یزدانداد پسر شاپور از سیستان، شاهوی خورشید پسر بهرام از نیشابور و شادان پسر برزین از توس به عنوان راویان داستان‌های شاهنامهٔ ابومنصوری نام برده شده است.

## نمونهٔ متن
اول ایذون گوید در این نامه کی تا جهان بوذ مردم گرد دانش گشته‌اند و سخن را بزرگ داشته و نیکوترین یاذگاری سخن دانسته‌اند، چه اندر این جهان مردم به دانش بزرگوارتر و مایه‌دارتر؛ و چون مردم بذانست کی از وی چیزی نمانذ پایذار، بذان کوشذ تا نام او بمانذ و نشان او گسسته نشوذ چو آباذانی و جای‌ها استوار کردن و دلیری و شوخی و جانسپردن و دانایی بیرون آوردن مردمان را به ساختن کارهای نوآیین. چون شاه هندوان کی کلیله و دمنه و شاناق و رام و رامین بیرون آورد و مأمون پسر هارون‌الرشید منش پاذشاهان و همت مهتران داشت، یک روز با فرزانگان نشسته بوذ. گفت: «مردم بایذ کی تا اندر این جهان باشند و توانایی دارند و بکوشند تا از ایشان یاذگاری بود تا پس از مرگ نامشان زنده بوذ.» عبدالله پسر مقفع کی دبیر او بوذ، گفتش کی: «از کسری انوشیروان چیزی مانده است کی از هیچ پاذشاه نمانده است.» مأمون گفت: «چه ماند؟» گفت: «نامه‌ای از هندوستان بیاورد، آن را برزویهٔ طبیب از هندو به پهلوی گردانیذه بود، تا نام او زنده شذ میان جهانیان و پانصذ هزار درم هزینه کرد.» مأمون آن نامه بخواست، و آن نامه بذیذ. فرموذ دبیر خویش را تا از زبان پهلوی به زبان تازی گردانیذ. پس امیر سعد نصر بن احمد، این سخن بشنیذ، خوش آمذش. دستور خویش را -خواجه بلعمی - بر آن داشت تا از زبان تازی به زبان پارسی گردانیذ، تا این نامه به دست مردمان افتاذ و هر کسی بذو اندر زذند و رودکی را فرموذ تا به نظم آورد، و کلیله و دمنه اندر زبان خرد و بزرگ افتاذ و نام او بذین زنده گشت و این نامه از او یاذگاری بماند. پس چینیان تصاویر اندر افزوذند تا هر کسی را خوش آیذ دیذن و خواندن آن.
پس امیرمنصور عبدالرزاق مردی بوذ با فر و خویشکام بود و با هنر و بزرگمنش بوذ اندر کامروایی و با دستگاهی تمام از پاذشاهی و ساز مهتران، و اندیشه بلند داشت و نژاذ بزرگ داشت به گوهر و از تخم اسپهبذان ایران بوذ و کار کلیله و دمنه و نشان شاه خراسان بشنیذ، خوش آمذش. از روزگار آرزو کرد تا او را نیز یاذگاری بود اندر این جهان. پس دستور خویش ابومنصور المعری را بفرموذ تا خداوندان کتب را از دهقانان و فرزانگان و جهانذیذگان، از شهرها بیاورد؛ و چاکر او - ابومنصور المعمری - به فرمان او نامه کرد و کس فرستاذ به شهرهای خراسان و هشیاران از آنجا بیاورد، چون ماخ پیر خراسانی از هری و یزدانداذ پسر شاپور از سیستان و چون شاهوی خورشیذ پسر بهرام از نشابور و چون شاذان پسر برزین از طوس و هر چهارشان گرد کرد و بنشاند به فراز آوردن این نامه‌های شاهان و کارنامه‌هاشان و زندگانی هر یکی و روزگار داذ و بیداذ و آشوب و جنگ و آیین از کی نخستین کی اندر جهان او بوذ کی آیین مردمی آورد و مردمان از جانوران پذیذ آورد تا یزدگرد شهریار کی آخر ملوک عجم بوذ اندر ماه محرم و سال بر سیصذ و چهل و شش از هجرت بهترین عالم محمد مصطفی، صلی الله علیه و آله و سلم.
و این نامه را نام شاهنامه نهاذند و تا خذاوندان دانش اندر این نگاه کنند و فرهنگ شاهان و مهتران و فرزانگان و کار و ساز پادشاهی و نهاذ و رفتار ایشان و آیین‌های نیکو و داذ و داوری و رای و راندن کار و سپاه آراستن و رزم کردن و شهر گشاذن و کین خواستن و شبیخون کردن و آزرم داشتن و خواستاری کردن، این همه را بذین نامه اندر بیابند. پس این نامهٔ شاهان گرد آوردند و گزارش کردند، و اندر این چیزهاست کی به گفتار مر خواننده را بزرگ آیذ و هر کسی دارند تا از او فایذه گیرند و چیزها اندر این نامه بیابند کی سهمگن نمایذ و این نیکوست، چون مغز آن بذانی و تو را درست گردذ، چون دستبرذ آرش و چون همان سنگ کجا افریذون به پای بازداشت و چون ماران کی از دوش ضحاک برآمذند. این همه درست آیذ به نزدیک دانایان و بخرذان به معنی.

## ذکر شاهنامهٔ ابومنصوری در شاهنامهٔ فردوسی
فردوسی در دیباچهٔ شاهنامهٔ خودش، از محمد بن عبدالرزاق با عنوان «پهلوان دهقان‌نژاد» و از شاهنامهٔ منصوری تحت عنوان «نامور نامه» یاد می‌کند:
| یکی نامه بود از گه باستان   |  | فراوان بدو اندرون داستان     |
| پراگنده در دست هر موبدی     |  | ازو بهره‌ای نزد هر بخردی      |
| یکی پهلوان بود دهقان‌نژاد    |  | دلیر و بزرگ و خردمند و راد   |
| پژوهندهٔ روزگار نخست         |  | گذشته سخن‌ها همه بازجست       |
| ز هر کشوری موبدی سالخورد    |  | بیاورد کاین نامه را گرد کرد  |
| بپرسیدشان از کیان جهان      |  | وزان نامداران و فرخ‌مهان      |
| که گیتی به آغاز چون داشتند  |  | که ایدون به ما خوار بگذاشتند |
| چگونه سرآمد به نیک‌اختری     |  | بر ایشان بر آن روز گُندآوری   |
| بگفتند پیشش یکایک مهان      |  | سخن‌های شاهان و گشت جهان      |
| چو بشنید از ایشان سپهبد سخن |  | یکی نامور نامه افگند بن      |
| چنین یادگاری شد اندر جهان   |  | بر او آفرین از کهان و مهان   |

— فردوسی
همچنین فردوسی گهگاه در آغاز داستان‌های شاهنامه، نام راوی داستان مربوط را نیز ذکر می‌کند که در بعضی از موارد، این نام‌ها با نام افرادی که در مقدمهٔ شاهنامهٔ ابومنصوری ذکر شده، مطابقت دارد؛ مثلاً:
| چنین گفت فرزانه شاهوی پیر |  | ز شاهوی پیر این سخن یاد گیر |

— فردوسی
| نگه کن که شادان برزین چه گفت |  | بدانگه که بگشاد راز از نهفت |

— فردوسی
| یکی پیر بود مرزبان هری    |  | پسندیده و دیده از هر دری       |
| جهاندیده‌ای نام او بود ماخ |  | سخندان و با فر و بار برگ و شاخ |

— فردوسی